# Patnos
Patnos là một huyện thuộc tỉnh Ağri, Thổ Nhĩ Kỳ. Huyện có diện tích 1456 km² và dân số thời điểm năm 2007 là 120480 người, mật độ 83 người/km².